# 3001
سنة 3001م هي سنة كبيسة تبدأ يوم الثلاثاء حسب التقويم الغريغوري